# أرنون جشوري
أرنون جيشوري (مواليد 1969 أو 1970) هو مدير تنفيذي أمريكي يعمل في مجال الشركات. شغل منصب نائب رئيس الموارد البشرية في شركة تسلا بين عامي 2009 و2017، وكان مديرًا أول للموارد البشرية وشؤون الموظفين في شركة جوجل من عام 2004 إلى 2009. كما عمل كنائب رئيس عمليات الأفراد ومدير التوظيف العالمي في شركة إي-تريد فاينانشال كوربوريشن بين عامي 2002 و2009.
بين عامي 2023 و2024، تولى منصب كبير مسؤولي الموارد البشرية في شركة تيلادوك هيلث، وفي منتصف عام 2024 أصبح المدير التنفيذي للموارد البشرية في شركة سنوفليك.
في يناير 2016، انضم لفترة وجيزة إلى مجلس أمناء مؤسسة ويكيميديا، لكنه استقال سريعًا بعد إثارة المعارضة بسبب اتهامات بتورطه في قضايا تواطؤ بين أصحاب العمل ضد المنافسة في وادي السيليكون.

## الحياة الشخصية
أرنون جيشوري وُلِد في عام 1969 أو 1970. والده، يوسف جيشوري، طبيب نفسي سريري حاصل على درجة الدكتوراه في علم النفس. في بداية حياته، كان والده يعمل في جامعة ولاية شمال غرب ميسوري بمدينة ماريفيل، حيث تلقى أرنون تعليمه الابتدائي حتى الصف الخامس أو السادس.
في عام 1980، انتقلت عائلته إلى بلدة بورتيرفيل بولاية كاليفورنيا، وهي بلدة صغيرة تقع في وادي سان جواكين بوسط كاليفورنيا. هناك أكمل جيشوري تعليمه في المدرسة الثانوية والتحق بكلية مجتمع. لديه شقيق أصغر يُدعى أورين وأخت أكبر تُدعى دوريت، وكلاهما حصل على شهادات جامعية.
في مقابلة مع صحيفة محلية، عبّر جيشوري عن حبه لبورتيرفيل واعتزازه بنشأته في بلدة صغيرة، قائلاً: "أنا فخور بالمكان الذي أتيت منه." وأضاف أنه أثناء دراسته الثانوية، كان يخطط للعمل في شركة كبيرة، حيث كان مهتمًا بفهم كيفية عمل الناس والشركات الكبرى، وأراد استكشاف السلوك البشري في بيئة الشركات.
تزوج أرنون جيشوري من ريبيكا جيشوري في عام 1997 أو 1998.

## تعليم
تخرج جيشوري من مدرسة موناش الثانوية في عام 1987، وكلية بورتيرفيل في عام 1989. حصل على درجة البكالوريوس في علم النفس من جامعة كاليفورنيا، إيرفين ، ودرجة الماجستير في علم النفس الصناعي والتنظيمي من جامعة ولاية سان خوسيه.

## المهنة والخلافات

#### التجارة الإلكترونية والوظائف السابقة
أرنون جيشوري شغل منصب نائب رئيس عمليات الموارد البشرية ومدير التوظيف العالمي في شركة إي-تريد فاينانشال كوربوريشن. كما عمل في شركة أبلايد ماتيريالز، التي تُعد من الشركات الرائدة في توريد المعدات والخدمات للتصنيع عالي التقنية. بالإضافة إلى ذلك، كان مستشارًا للفعالية التنظيمية في شركة نيو يونايتد موتورز مانيفاكتشورينج، إنك.، وهو مشروع مشترك لتصنيع السيارات بين شركتي جنرال موتورز وتويوتا. هذا المصنع تم شراؤه لاحقًا من قبل شركة تسلا في عام 2010 ليصبح مصنعًا خاصًا بها.
في عام 2002، شارك جيشوري في تأسيس شركة إيه سي آي تيكنيكال، وهي شركة ناشئة متخصصة في تقديم الخدمات الفنية للأجهزة التحليلية والتحكمية لتحليل جودة المياه والغاز. يقع مقر الشركة في إيدنفيل، مقاطعة جوتنج، جنوب إفريقيا.

#### جوجل وسياسة عدم التوظيف "عدم الاتصال" (2004-2009)
كان مديرًا أول للموارد البشرية وتوظيف الموظفين في شركة جوجل،  حيث عمل من عام 2004 إلى عام 2009 وأشرف على جميع جوانب التوظيف. أثناء عمله في جوجل، شارك جيشوري في أنشطة أصبحت فيما بعد موضوع قضية مكافحة الاحتكار لموظفي التكنولوجيا الفائقة والتي أسفرت عن تسوية بقيمة 415 مليون دولار دفعتها شركات أدوبي وآبل وجوجل وإنتل . في إحدى الحوادث، بعد سماع شكوى من ستيف جوبز من شركة أبل، أخبر جيشوري رئيس جوجل إريك شميدت أن أحد موظفي جوجل الذي حاول توظيف موظف في أبل سيتم "إنهاء خدمته خلال ساعة" بسبب هذا الإجراء، وفقًا لما أسماه شميدت "سياسة عدم التوظيف من أبل". وقال جيشوري إن مثل هذه الإنهاءات كانت تحدث "كل ستة أشهر أو نحو ذلك"، على الرغم من الجهود المبذولة للتأكد من أن المجندين على علم بهذه السياسة.  أبقى جيشوري على ما أسماه "قائمة عدم الاتصال" للشركات التي تتجنب جوجل التوظيف منها.

#### تيسلا (2009–17)
كان نائب رئيس الموارد البشرية في شركة Tesla Inc. منذ نوفمبر 2009. وقال جيشوري إن الشركة ملتزمة بإعادة وظائف التصنيع "إلى كاليفورنيا".  في عام 2015، قاد جيشوري حملة توظيف لشركة تيسلا.  ركز جيشوري على توظيف المحاربين القدامى بأعداد كبيرة.   غادر شركة تسلا في مايو 2017، حيث صرحت الشركة أنه "سيأخذ استراحة قصيرة قبل الانتقال إلى مشروع جديد".
في وقت لاحق، تولى أرنون جيشوري منصب كبير مسؤولي الموارد البشرية في شركة ليفونجو هيلث، واحتفظ بهذا المنصب بعد أن استحوذت عليها شركة تيلادوك هيلث. استمر في أداء مهامه ككبير مسؤولي الموارد البشرية في تيلادوك هيلث حتى أواخر عام 2023..

#### مؤسسة ويكيميديا (يناير 2016)
تم تعيين جيشوري في مجلس أمناء مؤسسة ويكيميديا في يناير 2016 لمدة عامين. في أعقاب الجدل الدائر بين متطوعي ويكيميديا، بما في ذلك عريضة "حجب الثقة"، بسبب تورطه التاريخي في التواطؤ بشأن ممارسات التوظيف في شركات وادي السيليكون والتي أدت إلى مقاضاته من قبل وزارة العدل الأمريكية، تنحى جيشوري عن منصبه. 